# تشارلز أوبري فرانكلين
تشارلز أوبري هاميلتون فرانكلين هو طبيب بريطاني، وباحث في علم الأنساب، وعلم الشعارات النبيلة، وعلم ملابس التخرج وُلد في 25 أغسطس 1896، وتُوفي في 26 نوفمبر 1982 (عن عمر ناهز 86 عاماً). وهو نجل اللواء أوبري هاميلتون فرانكلين وزوجته إثيل ماري فرانكلين (المعروفة بغراي)، وتغير لقبه في عام 1932، نتيجة لبحثه في تاريخ عائلته.
وتبع اهتمامه باللباس الأكاديمي حتى سبتمبر 1910، عندما أصبح تلميذاً في مدرسة تونبريدج، واحتفظ باهتمامه هذا لبقية حياته. وبين عامي 1949 و1956، صمم أنظمة كاملة من اللباس الأكاديمي لجامعات مالايا (والتي منحته درجة الماجستير الفخرية في 1951 )، وساوثهامبتون، وهال، والجامعة الوطنية الأسترالية، وكلية تشيتشيستر اللاهوتية. وفي أوقات مختلفة، ساهم في برامج الزي الأكاديمي للعديد من الجامعات الأخرى (وعلى وجه الخصوص، جامعات كامبريدج ونوتينجهام، وجامعة أولستر الجديدة). كما شغل أيضًا منصب الوكيل في جامعة لندن. غوالبًا ما يفتخر بتصميماته الخاصة بالملابس الأكاديمية باعتبارها «الأجمل والأفضل في العالم».
من الصعب العثور على دراسة في عام 1970 عن اللباس الأكاديمي، وهي نتيجة لأبحاث سنوات عديدة؛ يرجع هذا بالأساس إلى محدودية المطبوعات، وإصرار المؤلف على إعادة أي نسخ غير مرغوب فيها إليه بدلاً من بيعها، ولكنه يحتوي على عدد كبير كمية من المعلومات القيمة ويبقى النص القياسي حول هذا الموضوع.
تزوج في عام 1929 من إيريكا ميلي بولتون.انفصل الزوجان في عام 1933.

## قائمة المراجع
- The Bearing of Coat Armor by Ladies (John Murray، 1923)
- نبذة تاريخية عن تاريخ الأنساب والشاعرة لعائلات فرانكلين كنت وفرانكلين من أنتيغوا وجامايكا، BWI ، إلى جانب أقسام عن أسر بولتون ساندفورد وجراي أوف بيليركاي (EO Beck ، 1933) (تم طبعها بشكل خاص، وعددها 70 ونسخ موقعة)
- اللباس الأكاديمي من العصور الوسطى إلى يومنا هذا، بما في ذلك Lambeth Degrees (WE Baxter، Lewes ، 1970) (طبع على انفراد، ويقتصر على 200 نسخة مرقمة وموقعة)
- Frank W. Haycraft ، الدرجات العلمية وأفلام الجامعات والكليات في العالم ، الإصدار الخامس، تمت مراجعته وتوسيعه من قِبل فريدريك آر إس روجرز وتشارلز أ. فرانكلين وجورج دبليو شو وهيو ألكساندر بويد (WE Baxter ، Lewes ، 1972) ، يقتصر على 500 نسخة مرقمة وموقعة)
- علم الأنساب في آن آن كين (هيرالدري توداي، 1977)
- العائلة القديمة لـ Francklyn of Chart Sutton ، Sutton Valance ، Maidstone ، Mereworth Castle ، Kent (Fotodirect ، 1977) (مطبوعة خاصة)
- تاريخ الأنساب لعائلات Paulet (أو Pawlett) ، و Berewe (أو Barrow) ، و Lawrence ، و Parker (Foundry Press ، Bedford ، ديسمبر 1963) (مطبوع بشكل خاص، ويقتصر على 102 نسخة مرقمة وموقعة)
- ملحق لتاريخ الأنساب لعائلات Paulet (أو Pawlett) ، و Berewe (أو Barrow) ، و Lawrence ، و Parker (WE Baxter، Lewes، Sussex، December 1968) (طبع على انفراد، ويقتصر على 150 نسخة مُرقّمة وموقعة)